# Горголюк Олександр Іванович
Горголю́к Олекса́ндр Іва́нович (нар. 27 серпня 1919, Одеса — пом. 7 травня 1993, Москва) — радянський льотчик-винищувач німецько-радянської війни, Герой Радянського Союзу (1943).

## Біографія
Олександр Горголюк народився 27 серпня 1919 року в Одесі в робітничій сім'ї. Закінчив вісім класів школи, потім школу фабрично-заводського учнівства, після чого працював слюсарем на заводі «Кінап», одночасно навчався в Одеському аероклубі. В 1937 році Горголюк був призваний на службу в Червону Армію. В 1940 році він закінчив Одеське військове авіаційне училище льотчиків. З початку Німецько-радянської війни — на її фронтах, вже 22 червня 1941 року здійснив три бойових вильоти. Брав участь в битві за Москву.
До липня 1943 року старший лейтенант Олександр Горголюк командував ланкою 30-го гвардійського винищувального авіаполку 1-ї гвардійської винищувальної авіадивізії 16-ї повітряної армії Центрального фронту. До того часу він здійснив 376 бойових вильотів. Під час свого останнього бойового вильоту, 2 червня 1943 року під Курськом, Горголюк особисто збив 2 літаки і пошкодив ще один, однак у цей момент був важко поранений. Нічого не бачачи, він викинувся з парашутом і успішно приземлився. В результаті поранення Горголюк назавжди позбувся зору.
Указом Президії Верховної Ради СРСР від 2 вересня 1943 року за «зразкове виконання бойових завдань командування на фронті боротьби з німецькими загарбниками і проявлені при цьому мужність і героїзм» старший лейтенант Олександр Горголюк був удостоєний звання Героя Радянського Союзу з врученням ордену Леніна та медалі «Золота Зірка» за номером 1112.
В 1946 року в званні капітана Горголюк вийшов у відставку. Проживав у Москві. Закінчив технікум, до виходу на пенсію працював заступником директора поліграфічного підприємства Всеросійського товариства сліпих. Помер 7 травня 1993 року, похований на Кунцевському кладовищі в Москві.
Був також нагороджений двома орденами Червоного Прапора, орденом Вітчизняної війни 1-го ступеня та медалями.